# Tuca d'Arnau
La Tuca d'Arnau (també anomenada Tuca Arnau) és un pic de 2,810 m  del massís de la Maladeta. Fa part de la serra que, al sud del massís, separa el pic de la Vallhiverna (Benasc) de la vall de Llauset (Montanui, Ribagorça).
El coll d’Arnau separa aquest cim del pic de Vallhiverna. A la cresta occidental d’aquest darrer pic es troba una elevació anomenada tuqueta d’Arnau (2.790 m). A la coma de la tuca s'hi troba l'Estany Gelat.